# Drepanocladus latinervis
Drepanocladus latinervis là một loài rêu trong họ Amblystegiaceae. Loài này được Warnst. mô tả khoa học đầu tiên năm 1903.